# Павел-Баня
Павел-Баня (болг. Павел баня) — город в Болгарии. Находится в Старозагорской области, недалеко от Казанлыка (20-25 км), рядом с водохранилищем Копринка. Входит в общину Павел-Баня. Город расположен в центральной части Болгарии, между горами Стара планина (Балканские горы) и Средна гора в Долине Роз.
Население составляет 2643 человека (2022).

## Политическая ситуация
Кмет (мэр) общины Павел-Баня — Станимир Христов Радевски (инициативный комитет) по результатам выборов в правление общины.

## Экономика
Самые развитые отрасли в городе Павел баня — бальнеологический туризм и производство и переработка эфирных масел (лаванда, роза, шальфей).
Город Павел баня национальный бальнеологический центр.
- Бассейн Маркони
- Минеральные воды

С древних времен город был известен своими целебными минеральными водами. Для них характерны низкая минерализация, гипотермальность, содержание радона, кремния и фтора. Из семи природных источников бьёт ключом минерльная вода, имеющая температуру от 50 до 61 градусов. Курорт специализируется на лечении дегенеративных и воспалительных ортопедических заболеваний опорно-двигательного аппарата, посттравматических и ортопедических заболеваний, дегенеративных и воспалительных заболеваний, заболеваний периферической нервной системы, моно-и полиневриты, радикулит, заболевания центральной нервной системы и др.
Краткая информация об источниках минеральных вод в Павел Баня: 
- Ёмкость: 15,8 л/сек
- Температура — 61° С
- Минерализация — 0,62 g/l : Радон — 22,8 nc/l; Сульфат водорода — 0,7 mg/l.

В городе есть 11 бассейнов с минеральной водой, семь из которых закрытые и 4 — открытые.

## Достопримечательности
- Национальный парк «Центральный Балкан» Центральный Балкан является одним из трех национальных парков в Республике Болгарии. Он расположен в Центральных Балканских горах. Высота над уровнем моря колеблется между 500 и 2376 м. — самая низкая точка находится недалеко от Карлово (город), а самая высокая — Ботев (гора) — высочайшая вершина горы Стара планина. На территории национального парка есть девять заповедников, расположеныe на территории более 20000 гектаров. Это заповедники: «Боатин», «Царичина», «Козя стена», «Стенето», «Северен Джендем», «Пеещи скали», «Соколна», «Джендема» и «Стара река». Зона заповедников занимает площадь в 20019,6 га. Восемь из них включены в Список Всемирного наследия ЮНЕСКО. В 2003 г. Национальный парк «Центральный Балкан» был принят в члены сети «PAN Parks», получив высокую оценку за хорошо сохраненную природу и заботу о ней. С 2004 г. парк был удостоен сертификата «PAN Parks».

В парке установлено почти 2340 видов и подвидов растений. Среди них 1900 видов и подвидов высших растений и 15 видов папоротников. Представлено 166 видов лекарственных растений.

## Регулярные события
- Карнавал кукеров (ряженых) в первое воскресенье перед Великим постом. В городе Павел баня этот праздник проводится в Сырной неделе и местные жители называют его «Карнавал», а ряженых (кекуров) называют «старики». Столетия в конце зимы ряженых ожидали и встречали с большим интересом. При помощи этих ритуалов человек в прошлом пытался магическим способом оказать влияние на природу, полагая, что чем выше прыгают кукеры, тем выше будут расти посевы, чем дальше слышится звон медных колокольчиков, тем дальше будут выгнаты злые духи и болезни. Каждый «старик» проверяет и затягивает маску и колокольчики, деревянный меч названный «kaлъчка», разноцветные платки, которые завязывают на руках и маске. Во время «Карнавала» к группе стариков присоединяются дополнительные персонажи, такие как «невеста», «жених», «брат мужа», «цыган», который носит кросно, «цыганка», которая носит ребёнок, сделанный из тряпья — по народному поверью он обладает магической силой для здоровья и плодородия.[5][6]
- Праздник розы и минеральной воды — В 2005 году традиция была возрождена и был организован Праздник розы и минеральной воды — уникальное сочетание древней традиции и современности. Проводится во второй неделе июня и собирает много туристов из страны и за рубежом. На международном фольклорном фестивале встречаются традиции и фольклорное наследие разных народов, а каждой деревне общины даётся возможность представить свой уникальный образ жизни и культуру, сохранившиеся на протяжении веков и до наших дней. Потом по улицам, проходит парад всех участников праздника и ряженых в общине. Существует традиция на празднике розы выбирать Царицу Розу и Царь минеральной воды, которые присутствуют на всех мероприятиях во время праздника. Показывают ритуалы «Сбор урожая роз» и «Производство розового масла» при помощи традиционных и современных методов.[7][8]

## Известные уроженцы
- Мазаров, Тодор (1905—1975) — оперный певец.

## Города-побратимы
- Лиски, Россия[9]